# Jardín de San Nicolás
El Jardín de San Nicolás es un jardín público situado en la avenida Charles Malek en el barrio Tabarís del Distrito Achrafieh, uno de la más grandes de Beirut la capital del país asiático de Líbano . El jardín abrió sus puertas en 1964 y fue diseñado por el arquitecto libanés, Ferdinand Dagher. El área del jardín es de 22.000 metros cuadrados (240.000 pies cuadrados). El parque, que se encuentra justo al frente de la Catedral Ortodoxa Griega de San Nicolás, también fue llamada así en honor de San Nicolás.